# Капріє (острів)
Капріє (хорв. Kaprije, італ. Capri di Dalmazia) — острів в  хорватській частині  Адріатичного моря, один з островів Шибеницького архіпелагу . Належить до  Шибеницько-Книнської жупанії Хорватії. Знаходиться на південний захід від Шибеника між островами Змаян і Какан, омивається Капрійською (з північного сходу) та Каканською (з південного заходу) протоками. Площа острова становить — 7,12 км ², довжина берегової лінії — 25,21 км. На острові знаходиться однойменний населений пункт.
На острові велика кількість пагорбів і долин, порослих травою, маквісом і сосновими лісами. На острові культивується виноград і  олива. Основу економіки острова становлять сільське господарство, рибальство та туризм. Автомобільне сполучення на острові відсутнє.
В XIV та XV ст. острів належав знатним сім'ям Шибеника. Під час  османського завоювання XVI - XVII ст. острів заселили біженці з материка. У цей час на острові була побудована церква  апостола Петра.
В 2005 на острові проживало 143 людини.

## Клімат
Клімат острова, як і всього архіпелагу, середземноморський з сухим жарким літом. Середньорічна тривалість сонячного світла на острові становить 2600 годин, що робить Капріє одним із найбільш сонячних місць Адріатичного моря. У середньому за рік сонячним буває кожен третій день.